# Герб комуни Скара

Собор у Скарі на найдавнішій міській печатці

Герб комуни Скара (швед. Skara kommunvapen) — символ шведської адміністративно-територіальної одиниці місцевого самоврядування комуни Скара.

## Історія

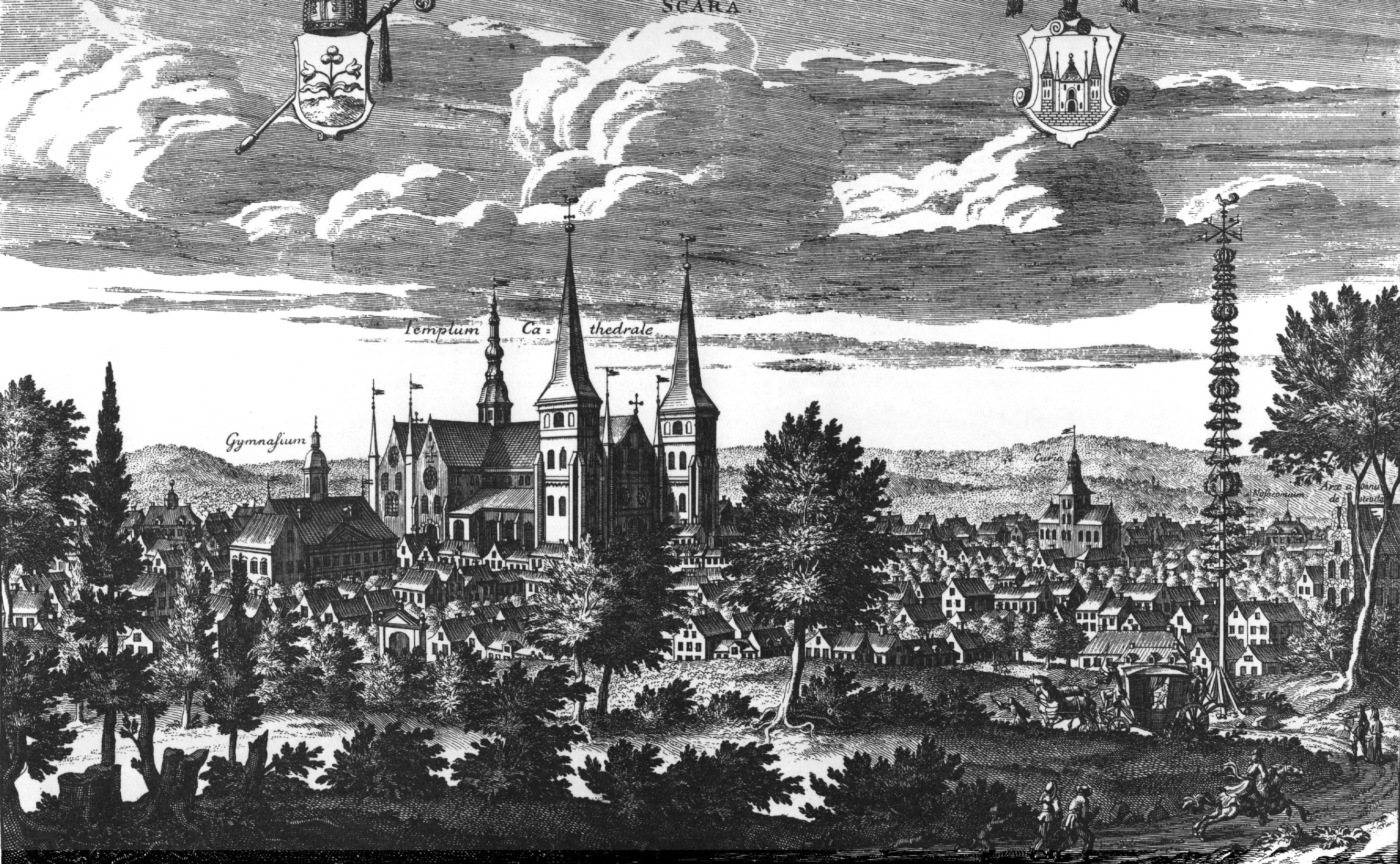
Герб на гравюрі з панорамою міста Скара (близько 1700 р.)

На міській печатці з XV століття було зображено церкву. Такий герб зустрічаємо на гравюрі з панорамою міста з початку з XVIII століття. Цей герб отримав королівське затвердження 1963 року як символ міста Скара. 
Після адміністративно-територіальної реформи, проведеної в Швеції на початку 1970-х років, муніципальні герби стали використовуватися лишень комунами. Тому з 1971 року цей герб представляє комуну Скара, а не місто. Новий герб комуни Скара офіційно зареєстровано 1974 року.

## Опис (блазон)
У срібному полі червона церква в романському стилі з двома вежами, увінчаними стіжковими дахами.

## Зміст
Сюжет герба походить з міської печатки XV століття.